# ジュール・ダルー

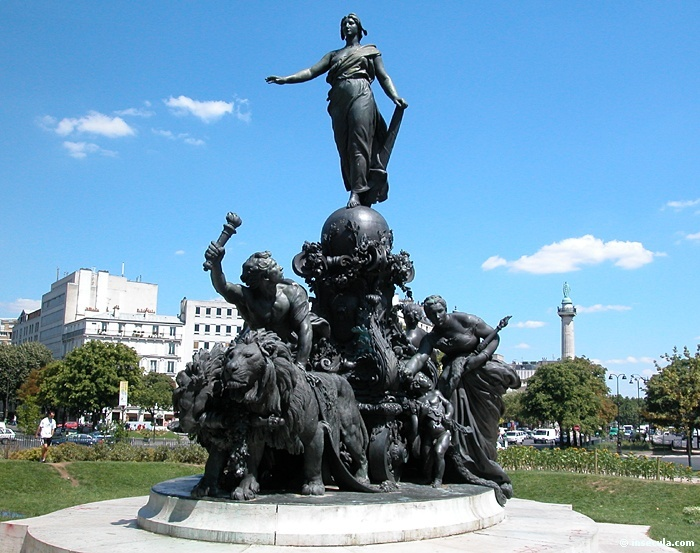
ジュール・ダルー作、「共和国の勝利」、ナシオン広場

ジュール・ダルー（Aimé-Jules Dalou、1838年12月31日 – 1902年4月15日）はフランスの彫刻家である。

## 略歴
パリで生まれた。労働者階級の出身で、かつてフランスを追われたユグノーを先祖にもつプロテスタント教徒、共和主義者の環境で育った。早くから絵と、彫塑の才能を示し、1852年からパリのプチ・エコール（後の国立高等装飾美術学校）でジャン＝バティスト・カルポーに学び、プチ・エコールの同時期の学生にはアルフォンス・ルグロ(1837-1911)やアンリ・ファンタン＝ラトゥール(1836-1904)、オーギュスト・ロダン(1840-1917)がいる。1854年にジュール・ダルーはパリ国立高等美術学校に進み、フランシスク・デュレの教室で学んだ。この時代はセーヌ県知事のジョルジュ・オスマンによるパリ改造が行われている時期で、ダルーも多くの建物の装飾彫刻の仕事で経験を積んだ。1861年からパリのサロンに出展し、またローマ賞に4度、挑戦したが受賞することはできなかった。1869年と1870年のサロンへの出展作は国に買い上げられた。まだ彫刻家として十分に評価されていない時代に結婚した。
普仏戦争の1870年の、セダンの敗北の後、フランス第二帝政は倒れ第三共和政の宣言がされた。パリ・コミューンが成立すると、コミューン美術委員会議長になったギュスターヴ・クールベに求められて、考古学者のアンリ・バーベット・デ・ジュイとともにダルーはルーヴル美術館の一時的な補助管理者に任命されて美術品を破壊行為から守る任務を与えられ、家族と美術館で暮らした。
1871年5月の「血の一週間」の後、コミューンが崩壊すると、ダルーはコミューン派として、亡命を余儀なくされ、7月6日に、イギリスに渡った。プチ・エコール時代からの友人で、1864年からイギリスで画家、美術教師として活動していたアルフォンス・ルグロに迎えられた。ルグロの援助で、テラコッタで彫像を作ったり、肖像画家として働いた後、1874年に職業訓練学校の教師の職を得た。彫刻家として名声を得て、ロンドンの王立取引所に噴水の像やヴィクトリア女王の2人の孫の記念像などの注文を受けるようになり、8年間、イギリスで働いた。
恩赦の宣言の後、1879年にフランスに帰国し、フランスでも多くの作品を制作した。公共機関からの注文を受け、代表作にはナシオン広場の共和国の勝利(Le triomphe de la République)」などがある。
レジオンドヌール勲章は1883年にシュヴァリエ、1889年にオフィシエ、1899年にコマンドゥールを受勲した。

## 作品

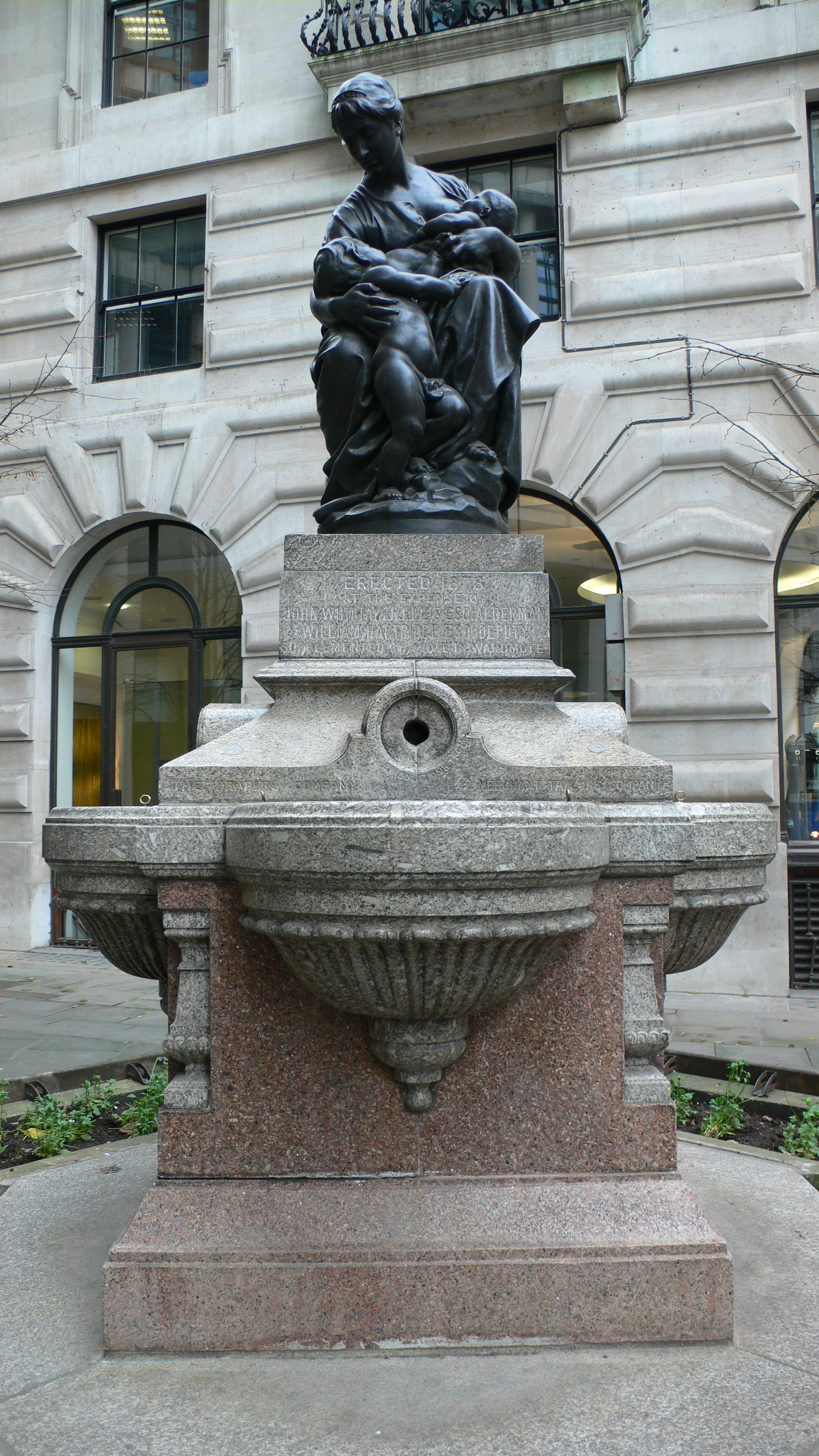
王立取引所に噴水の像「Charity」
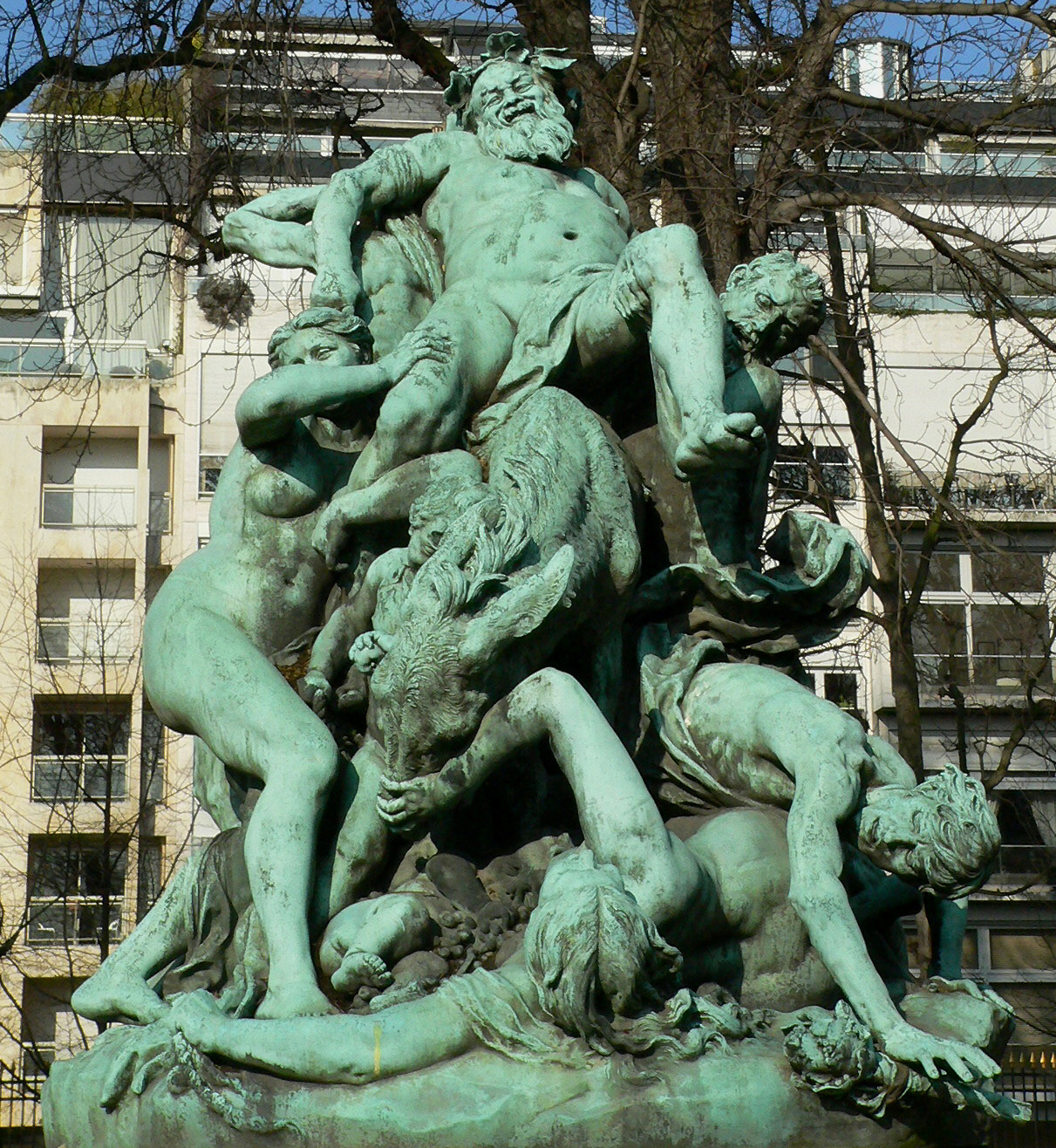
『セイレーンの勝利』、1885年、パリ リュクサンブール公園
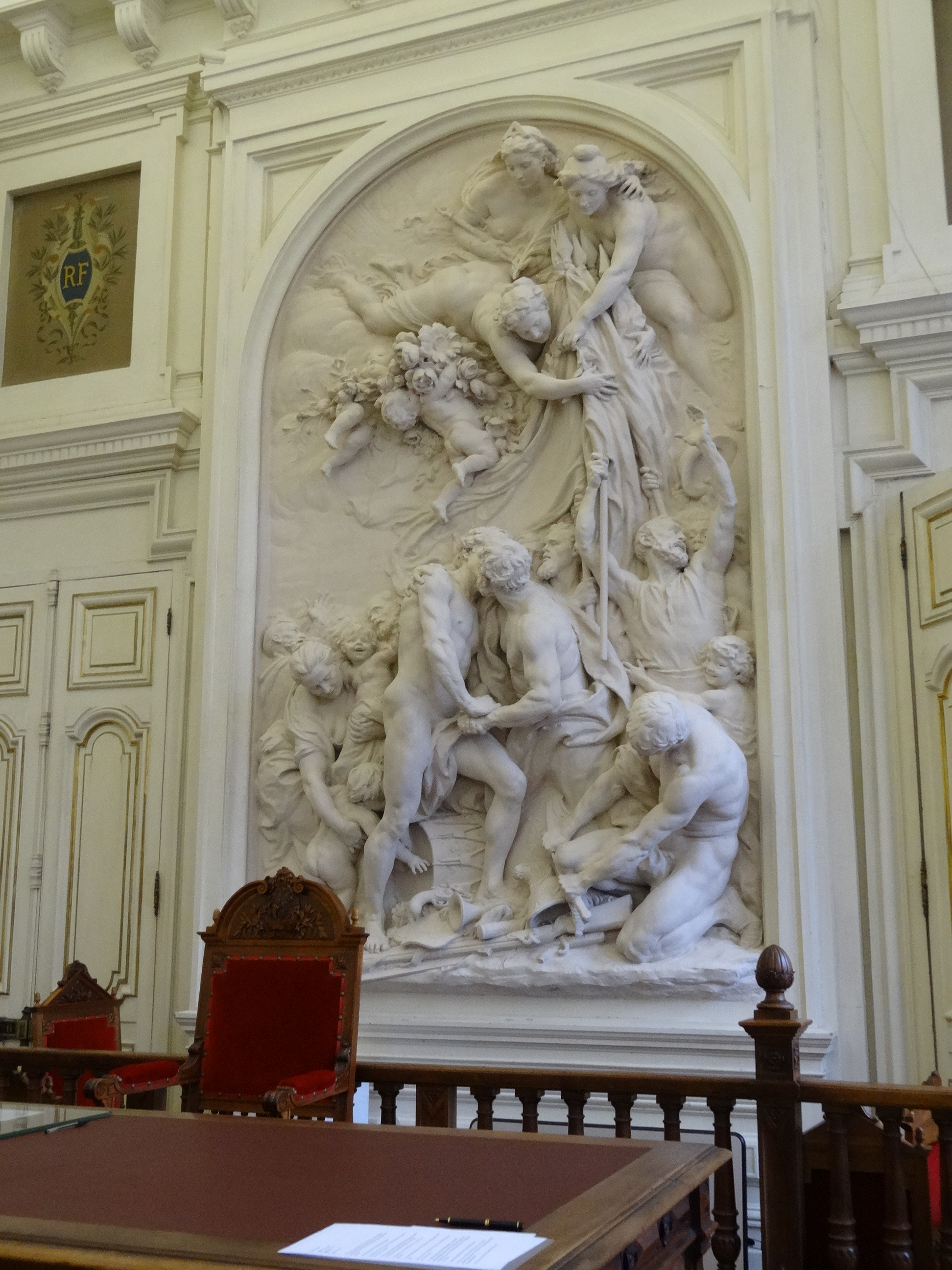
『友愛(La Fraternité)』、パリ10区の区役所
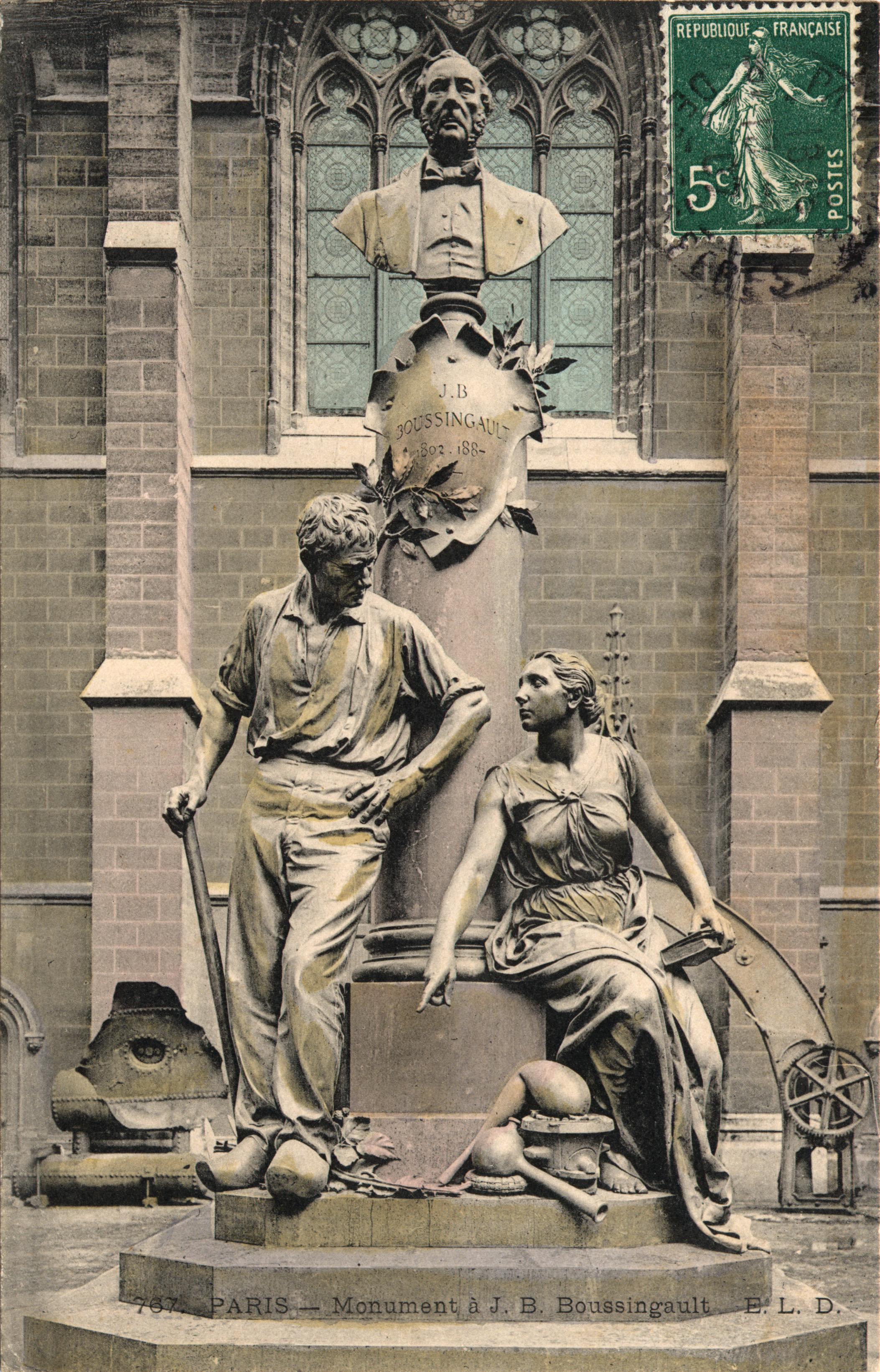
ジャン・バティスト・ブサンゴーの記念碑